# レッキング・クルー (音楽)
レッキング・クルー（The Wrecking Crew）は、1960年代から1970年代にかけて米国ロサンゼルスを拠点として活躍していたスタジオ・ミュージシャン集団の通称であり、ジャン&ディーン、ソニー&シェール、バーズ、モンキーズ、ビーチ・ボーイズ、ママス&パパス、フィフス・ディメンション、エルヴィス・プレスリー、フランク・シナトラ、サイモン&ガーファンクル、カーペンターズなど、多くの人気アーティストのレコーディングに参加した。
当時、彼らが関わった作品に演奏者としてのクレジットが入ることがなかったため、彼らの存在は公に認識されることがなく、1990年に出版されたドラマーのハル・ブレインの自伝や、映画『レッキング・クルー 伝説のミュージシャンたち』が公開されるまで、レッキング・クルーによるヒット曲への貢献に関して一般に注目されることはなかった。

## 略史
グループの始まりは、1950年代後半のロサンゼルスの音楽シーンにおけるアーヴィング・コトラー、アール・パーマー、ハワード・ロバーツ、ハル・ブレインなどのスタジオ・ミュージシャンと、ベーシスト兼ギタリストのレイ・ポールマンが率いる「ファースト・コール・ギャング（First Call Gang）」にまで遡る。
1959年までには、リッチー・ヴァレンスの「ドナ」やサンディ・ネルソンの「ティーン・ビート」といったロサンゼルスでレコーディングされたインディーズ・シングルがミリオンヒットを記録しており、レコード会社はさらに多くのヒット曲を求めるようになり、ロサンゼルスのスタジオは24時間体制でレコーディングが行われていることがあった。
このような状況において、ロサンゼルスのプロデューサーやレコード会社の重役たちは、不必要な出費や時間の浪費を抑えるために、曲は最小限のテイクで迅速に録音する必要があり「オンコール」で対応できるスタジオ・ミュージシャンに頼らざるを得なかった。

### 1960年代
1962年、フィル・スペクターは新しいレーベル、フィレス・レコーズを立ち上げ、女性ボーカルグループのクリスタルズが「ヒーズ・ア・レベル」をレコーディングする際に、スペクターの高校時代の友人であるサックス奏者のスティーヴ・ダグラスにサポートを求めた。ダグラスは、レイ・ポールマン、ギタリストのハワード・ロバーツとトミー・テデスコ、ピアニストのアル・デロリー、ベーシストのジミー・ボンド、ドラマーのハル・ブレインらをバックミュージシャンとして招集した。
このユニットによる演奏は、その後、クリスタルズの「ハイ・ロン・ロン」、「キッスでダウン」や、ロネッツの「ビー・マイ・ベイビー」、「ベイビー・アイ・ラブ・ユー」など、スペクターの「ウォール・オブ・サウンド」を発展させる上で不可欠な要素となる。スペクターは、他にもライチャス・ブラザーズの「ふられた気持」、「ひき潮」、「アンチェインド・メロディ」や、アイク&ティナ・ターナーの「リヴァー・ディープ・マウンテン・ハイ」などをレッキング・クルーのメンバーと共に制作している。
ビーチ・ボーイズのブライアン・ウィルソンは、1960 年代半ばに「ヘルプ・ミー・ロンダ」、「カリフォルニア・ガールズ」、「グッド・ヴァイブレーション」といった楽曲や、『ペット・サウンズ』、『スマイル』といったアルバムの制作にレッキング・クルーのメンバーを起用した。
レッキング・クルーのメンバーは、バーズのデビューシングル「ミスター・タンブリン・マン」において「ゴースト・プレイヤー」を務めた。プロデューサーのテリー・メルチャーは、バンドが完璧なテイクを録るために十分な経験を積んでいると思っておらず、特に、ロック音楽を受け入れ始めたばかりのコロムビア・レコードにとって、新しく契約した実績のないバンドに割り当てられた限られた時間と予算を考慮して、バッキングトラックのレコーディングにはロジャー・マッギン以外はレッキング・クルーのメンバーが起用された。
ルー・アドラーはロサンゼルスの音楽業界におけるトップエグゼクティブの一人であり、レッキング・クルーのサポートを受けて、ママス&パパスの「夢のカリフォルニア」や「マンデー・マンデー」、ジャン&ディーンの「サーフ・シティ」や「パサディナのおばあちゃん」といった作品をプロデュースした。また、アドラーの下でエンジニアとして働いていたボーンズ・ハウがプロデュースしたアソシエイションやフィフス・ディメンションのヒット曲にもレッキング・クルーのメンバーが参加している。
スペクターの下で働いていたソニー・ボノとシェールによるソニー&シェールのヒット曲「アイ・ガット・ユー・ベイブ」や「ビート・ゴーズ・オン」、1971年にスナッフ・ギャレットがプロデュースしたシェールのソロ作品「悲しきジプシー」などのレコーディングにもレッキング・クルーが関わっている。
レッキング・クルーの需要が高まりを見せていた時期には、メンバーが1日15時間働くことも珍しくなかったという。ギタリストのビル・ピットマンは、レッキング・クルーとしての仕事が信じられないほど多忙だったことを明かしていた。「朝7時に家を出て、9時から昼までユニバーサルにいる。午後1時にキャピトル・レコードに行けば、ちょうどいい時間だ。4時にジングルを録って、8時にはレコーディング、夜中にはビーチ・ボーイズと仕事さ。そんなことを週5日やっていて、もうクタクタだよ」。また、ベーシストのキャロル・ケイは「米大統領よりも稼いでいた」とコメントしている。

### 1970年代
レッキング・クルーは1970 年代に入ってからも、サイモン&ガーファンクルの「明日に架ける橋」やカーペンターズの「イエスタデイ・ワンス・モア」といったヒット曲のレコーディングに参加していた。また、フィル・スペクターのプロデュースによるジョン・レノンのアルバム『ロックン・ロール』のロサンゼルス・セッションにもレッキング・クルーのメンバーが召集された。
1973年頃になると、プロデューサーやアレンジャーが自由契約のスタジオ・ミュージシャンに演奏を肩代わりさせる手法に魅力を感じなくなっていた。かつてはレッキング・クルーの助けを借りていたバンドが自分たちの力でレコーディングをするようになった上に、大手レコード会社もイーグルスやドゥービー・ブラザーズといった自分たちで楽器演奏を担当したいと主張するアーティストたちと契約するようになった。また、技術の発達により48トラックのスタジオや、シンセサイザーやドラムマシンの登場により、少人数のミュージシャンによる費用のかからないレコーディングが可能になりギャラの高いスタジオ・ミュージシャンが不要になったことや、ラリー・カールトン、アンドリュー・ゴールド、ダニー・コーチマー、ワディ・ワクテル、ラス・カンケル、ジェフ・ポーカロ、リーランド・スカラー、ジム・ケルトナーといったより現代的なサウンドと感性を持ち合わせた若手のミュージシャンが現れたことがレッキング・クルーの需要の減退に拍車をかける要因となった。

## レッキング・クルー以降のメンバーのキャリア
1970 年代半ばまでには、レッキング・クルーがセッションワークに呼ばれる機会は激減し、メンバーは新たな活動の場への移行を余儀なくされた。
グレン・キャンベルは、1960年代後期にソロアーティストとして「恋はフェニックス」や「ウィチタ・ラインマン」といった楽曲でヒットを記録。1970 年代には、CBSのバラエティ番組「The Glen Campbell Goodtime Hour」のホストとして活躍。ミュージシャンとしては、「ラインストーン・カウボーイ」やアラン・トゥーサン作の「サザン・ナイツ」などのヒット曲で、カントリー・ミュージック界で最も人気のあるアーティストの一人となった。
レオン・ラッセルとマック・レベナック (ドクター・ジョン)は、いずれも1970年代にシングルとアルバムをヒットさせ、ソロアーティストおよびソングライターとして成功を収めた。
ハル・ブレインは、大手企業のコマーシャルソング制作の仕事に携わる傍ら、キャプテン&テニールのヒット曲「愛ある限り」のレコーディングに参加。この曲は1975年で最も売れたシングルとなる。1975年のジョン・デンバー日本公演の参加を最後に目立った活動はなくセミリタイア状態となる。2000年には、アール・パーマー、スコティ・ムーア、ジェームス・ジェマーソン、キング・カーティスと共にスタジオ・ミュージシャンとしては初となるロックの殿堂入りを果たす。
ラリー・ネクテルは、サイモン&ガーファンクルの「明日に架ける橋」でポール・サイモン等と共に1971年のグラミー賞最優秀編曲賞（Grammy Award for Best Arrangement）を受賞。1971年にはブレッドに加入している。
ジョー・オズボーンは、1974年に活動拠点をナッシュビルに移し、チェット・アトキンス、ハンク・ウィリアムズ・ジュニア、メル・ティリスといったカントリー・ミュージシャンのアルバムに参加した。
キャロル・ケイ、アール・パーマー、ゲイリー・コールマン、トミー・テデスコ、ビル・ピットマンといったメンバーは、テレビや映画のサウンドトラック関連の仕事に関わるようになった。
2007年、レッキング・クルーは、テネシー州ナッシュビルにあるミュージシャン殿堂博物館（Musicians Hall of Fame and Museum）の殿堂入りを果たした。

## 名称
「レッキング・クルー」という名称は、1990年に出版されたハル・ブレインの自伝『Hal Blaine and The Wrecking Crew—The Story of the World’s Most Recorded Musician』によって一般に認識されるようになった。
ブレインによれば、「レッキング・クルー（wrecking crew）」という名称は、ジャケットとネクタイを着用した古参のスタジオ・ミュージシャンが、Tシャツやジーンズを着てロックンロールを好んでプレイする自分たちのようなミュージシャンを指して音楽業界を破壊（wreck）する連中だと軽蔑的な意味で使われていたと述べている。
伝記作家で『レッキング・クルーのいい仕事―ロック・アンド・ロール黄金時代を支えた職人たち』の著者ケント・ハートマンは、「私がインタビューした中には、早くも1963年の時点で自分たちを称するのにレッキング・クルーという名前が使われていたと明言するスタジオ・ミュージシャンもいれば、それ以降だと言う人もいた。そんな名前は使われていなかったと言う人もいた」と述べている。
数名のメンバーがブレインの説明に同調する一方で、キャロル・ケイは「私たちはしばしば『ザ・クリーク（The Clique）』と呼ばれていた。『レッキング・クルー』という名称は1990年にブレインが自伝のプロモーションのために作り上げた名称だ」と、ブレインの説明に異議を唱えている。このケイの主張に対して、ブレインは「ザ・クリーク」という名称は誰も聞いたことがないと反論している。

## 主なメンバー
レッキング・クルーは組織立ったバンドではなく、雇用形態が非正規で、彼らの仕事の多くがクレジットされなかったこともあり、正確な人数は把握されておらず、メンバーも具体的に定まっていない。ここでは、代表的なミュージシャンを挙げる。
| - アール・パーマー - ハル・ブレイン - ジム・ゴードン - エミール・リチャーズ - フランク・キャップ - ゲイリー・コールマン - ジュリアス・ウェクター - ヴィクター・フェルドマン - アル・ケイシー - バーニー・ケッセル - ビル・ピットマン - ビリー・ストレンジ - デニス・バディマー - グレン・キャンベル - ハワード・ロバーツ - ジェームズ・バートン - ジェリー・コール - ルイ・シェルトン - マイク・ディージー - トミー・テデスコ - キャロル・ケイ - チャック・バーゴファー - ジミー・ボンド - ジョー・オズボーン - ラリー・ネクテル - ライル・リッツ - マックス・ベネット - レイ・ポールマン | - アル・デロリー - ドン・ランディ - ラリー・ネクテル - レオン・ラッセル - リンカーン・マイヨーガ - マック・レベナック (ドクター・ジョン) - ミシェル・ルビーニ - マイク・メルヴォイン - レイ・ジョンソン - ビル・グリーン（サックス） - チャック・フィンドレー（トランペット） - ディック・''スライド''・ハイド（トロンボーン） - ジーン・チプリアーノ（サックス） - ジャッキー・ケルソ（サックス） - ジェイ・ミリオーリ（サックス） - ジム・ホーン（サックス／フルート） - ジミー・ツィトー（トランペット） - ルー・マクリアリー（トロンボーン） - ルー・ブラックバーン（トロンボーン） - オリー・ミッチェル（トランペット） - プラス・ジョンソン（サックス） - レイ・トリスカリ（トランペット） - ロイ・ケイトン（トランペット） - スティーヴ・ダグラス（サックス） - トニー・テラン（トランペット） |

## 主な参加曲
| 年   | 曲名                                                                                  | アーティスト                              | チャート最高位 | チャート最高位 |
| 年   | 曲名                                                                                  | アーティスト                              | US             | UK             |
| ---- | ------------------------------------------------------------------------------------- | ----------------------------------------- | -------------- | -------------- |
| 1962 | 悲しき闘牛 The Lonely Bull                                                            | ハーブ・アルパート&ザ・ティファナ・ブラス | 6              | 22             |
| 1962 | ヒーズ・ア・レベル He’s a Rebel                                                       | ザ・クリスタルズ                          | 1              | 19             |
| 1963 | ハイ・ロン・ロン Da Doo Ron Ron                                                       | ザ・クリスタルズ                          | 3              | 5              |
| 1963 | サーフ・シティ Surf City                                                              | ジャン&ディーン                           | 1              | 26             |
| 1963 | ビー・マイ・ベイビー Be My Baby                                                       | ザ・ロネッツ                              | 2              | 4              |
| 1964 | アイ・ゲット・アラウンド I Get Around                                                 | ザ・ビーチ・ボーイズ                      | 1              | 7              |
| 1964 | デッドマンズ・カーブ Dead Man's Curve                                                 | ジャン&ディーン                           | 8              | –              |
| 1964 | 誰かが誰かを愛してる Everybody Loves Somebody                                         | ディーン・マーティン                      | 1              | 11             |
| 1964 | パサディナのおばあちゃん The Little Old Lady From Pasadena                            | ジャン&ディーン                           | 3              | –              |
| 1964 | ふられた気持 You've Lost That Lovin' Feelin'                                          | ザ・ライチャス・ブラザーズ                | 1              | 1              |
| 1965 | ヘルプ・ミー・ロンダ Help Me, Rhonda                                                  | ザ・ビーチ・ボーイズ                      | 1              | 27             |
| 1965 | ミスター・タンブリン・マン Mr. Tambourine Man                                         | ザ・バーズ                                | 1              | 1              |
| 1965 | 恋のダイアモンド・リング This Diamond Ring                                            | ゲイリー・ルイス&ザ・プレイボーイズ       | 1              | –              |
| 1965 | 夢のカリフォルニア California Dreamin'                                                | ママス&パパス                             | 4              | 23             |
| 1965 | 明日なき世界 Eve of Destruction                                                       | バリー・マクガイア                        | 1              | 3              |
| 1965 | アイ・ゴット・ユー・ベイブ I Got You Babe                                             | ソニー&シェール                           | 1              | 1              |
| 1966 | マイ・ラヴ My Love                                                                    | ペトゥラ・クラーク                        | 1              | 4              |
| 1966 | グッド・ヴァイブレーション Good Vibrations                                            | ザ・ビーチ・ボーイズ                      | 1              | 1              |
| 1966 | 僕等の街 Poor Side of Town                                                            | ジョニー・リヴァース                      | 1              | –              |
| 1966 | マンデー・マンデー Monday Monday                                                      | ママス&パパス                             | 1              | 3              |
| 1966 | リヴァー・ディープ・マウンテン・ハイ River Deep – Mountain High                       | アイク&ティナ・ターナー                   | 88             | 3              |
| 1966 | ソウル・アンド・インスピレーション (You're My) Soul and Inspiration                   | ザ・ライチャス・ブラザーズ                | 1              | 15             |
| 1966 | 夜のストレンジャー Strangers in the Night                                             | フランク・シナトラ                        | 1              | 1              |
| 1966 | にくい貴方 These Boots Are Made for Walkin'                                           | ナンシー・シナトラ                        | 1              | 1              |
| 1967 | ウィンディー Windy                                                                    | アソシエイション                          | 1              | –              |
| 1967 | 恋のひとこと Somethin' Stupid                                                         | フランク&ナンシー・シナトラ               | 1              | 1              |
| 1967 | ビートでジャンプ Up, Up and Away                                                      | フィフス・ディメンション                  | 7              | –              |
| 1967 | 花のサンフランシスコ San Francisco (Be Sure to Wear Flowers in Your Hair)             | スコット・マッケンジー                    | 4              | 1              |
| 1967 | かなわぬ恋 Never My Love                                                              | アソシエイション                          | 2              | –              |
| 1967 | ビート・ゴーズ・オン The Beat Goes On                                                 | ソニー&シェール                           | 6              | 29             |
| 1968 | ウィチタ・ラインマン Wichita Lineman                                                  | グレン・キャンベル                        | 3              | 7              |
| 1968 | 真夜中の誓い Midnight Confessions                                                     | グラス・ルーツ                            | 5              | –              |
| 1968 | マッカーサー・パーク MacArthur Park                                                   | リチャード・ハリス                        | 2              | 4              |
| 1968 | ミセス・ロビンソン Mrs. Robinson                                                      | サイモン&ガーファンクル                   | 1              | 9              |
| 1968 | すてきなバレリ Valleri                                                                | ザ・モンキーズ                            | 3              | 12             |
| 1968 | クラシカル・ガス Classical Gas                                                        | メイソン・ウィリアムズ                    | 2              | 9              |
| 1969 | ガルベストン Galveston                                                                | グレン・キャンベル                        | 4              | 14             |
| 1969 | 輝く星座/レット・ザ・サンシャイン・イン Aquarius/Let the Sunshine In                  | フィフス・ディメンション                  | 1              | 11             |
| 1969 | ディジー Dizzy                                                                        | トミー・ロウ                              | 1              | 1              |
| 1969 | ボクサー The Boxer                                                                    | サイモン&ガーファンクル                   | 7              | 6              |
| 1970 | 遙かなる影 (They Long to Be) Close to You                                             | カーペンターズ                            | 1              | 6              |
| 1970 | クラックリン・ロージー Cracklin' Rosie                                                | ニール・ダイアモンド                      | 1              | 3              |
| 1970 | 悲しき初恋 I Think I Love You                                                         | パートリッジ・ファミリー                  | 1              | 18             |
| 1970 | 明日に架ける橋 Bridge over Troubled Water                                             | サイモン&ガーファンクル                   | 1              | 1              |
| 1971 | 雨の日と月曜日は Rainy Days and Mondays                                               | カーペンターズ                            | 2              | –              |
| 1971 | 悲しきジプシー Gypsys, Tramps & Thieves                                               | シェール                                  | 1              | 4              |
| 1971 | 嘆きのインディアン Indian Reservation (The Lament of the Cherokee Reservation Indian) | ポール・リヴィア&ザ・レイダーズ           | 1              | –              |
| 1972 | ハーティング・イーチ・アザー Hurting Each Other                                       | カーペンターズ                            | 2              | –              |
| 1972 | 夢の消える夜 (Last Night) I Didn't Get to Sleep at All                                | フィフス・ディメンション                  | 8              | –              |
| 1972 | ロッキン・ブギー・ウギー Rockin' Pneumonia and the Boogie Woogie Flu                  | ジョニー・リヴァース                      | 6              | –              |
| 1973 | イエスタデイ・ワンス・モア Yesterday Once More                                        | カーペンターズ                            | 2              | 2              |
| 1973 | ハーフ・ブリード Half-Breed                                                           | シェール                                  | 1              | –              |
| 1973 | 友に捧げる讃歌 All I Know                                                             | アート・ガーファンクル                    | 9              | –              |
| 1973 | ジョージアの灯は消えて The Night the Lights Went Out in Georgia                       | ヴィッキー・ローレンス                    | 1              | –              |
| 1974 | シェヴィー・ヴァン Chevy Van                                                          | サミー・ジョーンズ                        | 5              | –              |
| 1975 | ラインストーン・カウボーイ Rhinestone Cowboy                                          | グレン・キャンベル                        | 1              | 4              |
| 1975 | 愛ある限り Love Will Keep Us Together                                                 | キャプテン&テニール                       | 1              | 32             |

## 映像作品
デニー・テデスコ（トミー・テデスコの息子）監督による映画「レッキング・クルー 伝説のミュージシャンたち」（原題：The Wrecking Crew）は、1995年にトミー・テデスコが肺がんと診断された際に、デニーが自分の父親とその仲間たちによる業績を記録に残そうと制作が開始された（トミー・テデスコは1997年に逝去）。
レッキング・クルーのメンバーのみならず、ブライアン・ウィルソン、シェール、ナンシー・シナトラといったアーティストのインタビューが含められた作品は2008年に完成し、数々の映画祭で上映された。その後、劇場公開にあたり、本編で流れる約130曲の楽曲使用料として50万ドルが必要なことが判明。クラウドファンディング等により資金が調達され、2015年に全米で公開された。